# St. Nikolaus (Leinau)

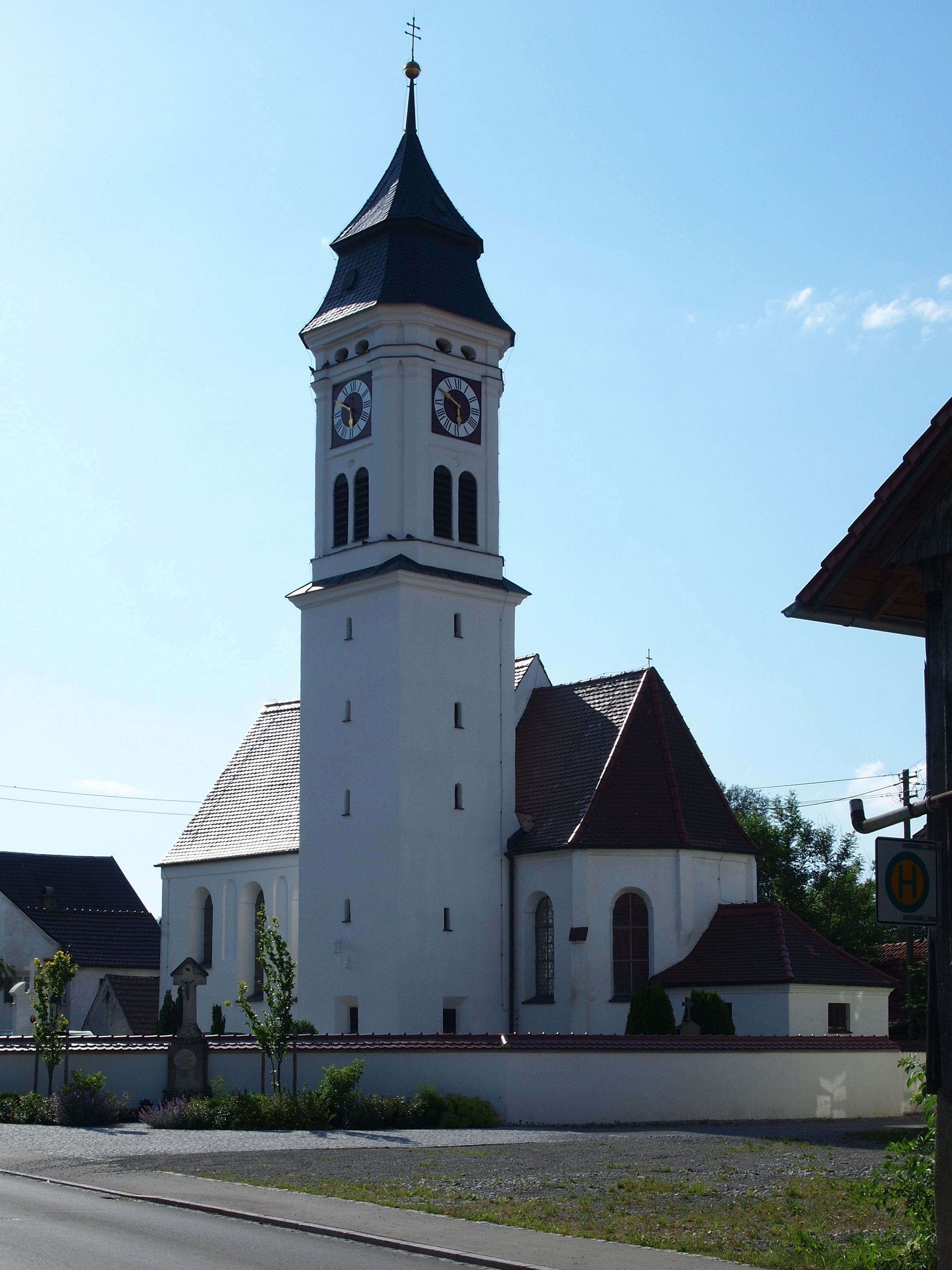
St. Nikolaus in Leinau

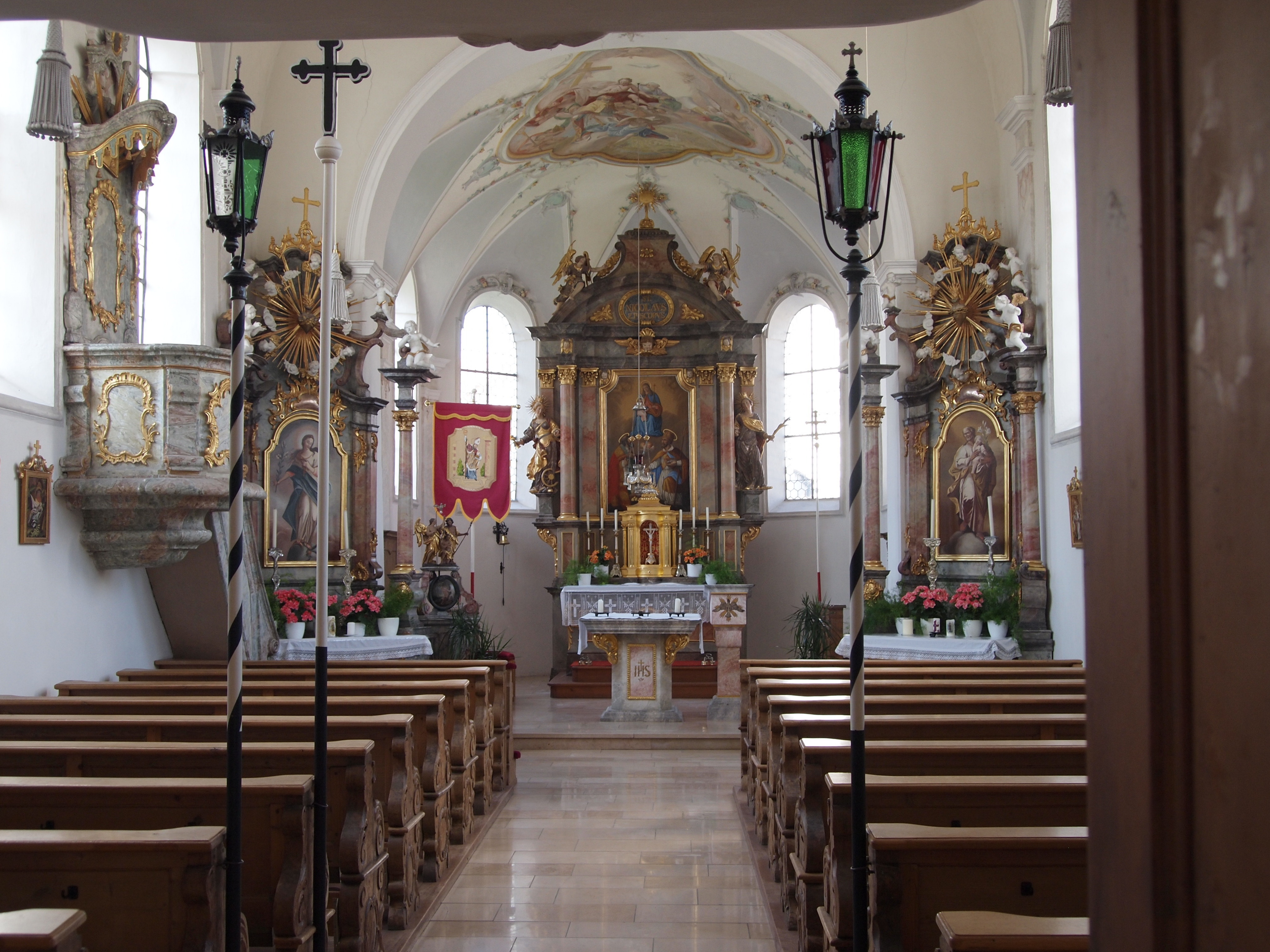
Innenraum

Die römisch-katholische Filialkirche St. Nikolaus steht in Leinau, einem Gemeindeteil von Pforzen im schwäbischen Landkreis Ostallgäu in Bayern. Das Bauwerk ist in der Liste der Baudenkmäler in Pforzen als Baudenkmal unter der Nummer D-7-77-158-13 eingetragen.

## Beschreibung
Die spätgotische Saalkirche wurde in der 2. Hälfte des 15. Jahrhunderts erbaut. Sie besteht aus einem Langhaus, das im Kern älter ist, einem eingezogenen, dreiseitig geschlossenen, von Strebepfeilern gestützten Chor im Osten, einem Chorflankenturm an dessen Südwand und der Sakristei an der Stirnwand des Chors. Der Innenraum des Langhauses ist mit einem Stichkappengewölbe überspannt. Über dem Chorbogen befindet sich das Wappen des Klosters Irsee. Die Fresken hat 1764 Franz Xaver Bernhard gestaltet. Die Ölberggruppe aus dem letzten Viertel des 17. Jahrhunderts wird Hans Adam Bayrhoff zugeschrieben. Der Hochaltar wurde 1868 aus Teilen eines um 1700 gebauten Altars zusammengesetzt.